# Lübecker Nachrichten

Alternatives Logo (2009)

Die Lübecker Nachrichten (LN) sind eine regionale Tageszeitung im südöstlichen Schleswig-Holstein und westlichen Mecklenburg-Vorpommern.
Die Zeitung gehört neben den Kieler Nachrichten zu den größten Tageszeitungen in Schleswig-Holstein. Die LN erscheinen von Dienstag bis Sonntag – außer nach Feiertagen – als gedruckte Ausgabe, außerdem als E-Paper, seit August 2022 als LN-E-Paper am Montag auch montags. Die verkaufte Auflage beträgt 50.847 Exemplare, ein Minus von 54,9 Prozent seit 1998.
Die LN gingen 1946 aus dem 1882 von Charles Coleman gegründeten Lübecker General-Anzeiger hervor. Die Regionalausgabe Lübeck erscheint noch mit diesem Untertitel. Mehrheitseigner des Verlags ist die Verlagsgruppe Madsack in Hannover. Chefredakteur ist Rüdiger Ditz.

## Verbreitung

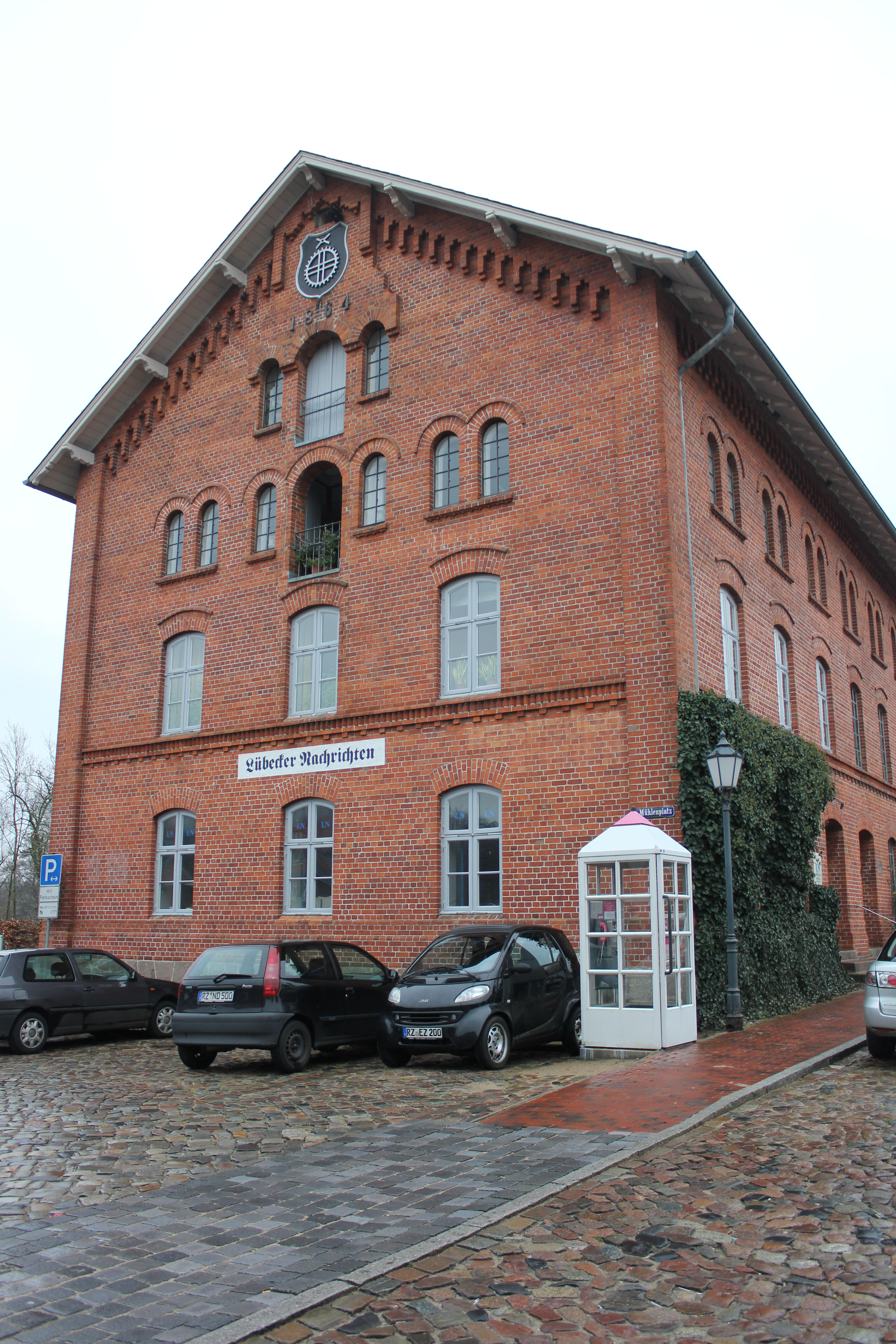
Standort der Lokalredaktion der Lübecker Nachrichten, Lauenburgische Regionalausgabe, in der Möllner alten Stadtmühle bis 2020

Die Lübecker Nachrichten erscheinen mit Regionalausgaben in der Hansestadt Lübeck, in Bad Schwartau und den Kreisen Ostholstein (zwei verschiedene Ausgaben für Ostholstein-Nord und -Süd), Segeberg, Stormarn, Herzogtum Lauenburg und dem Landkreis Nordwestmecklenburg.
Im Landkreis Nordwestmecklenburg standen die Lübecker Nachrichten bis Ende 2008 in direktem Wettbewerb zur Ostsee-Zeitung, deren Gesellschafterin die LN sind. Beide Zeitungen hatten in Grevesmühlen jeweils eine Lokalredaktion. Sie wurden am 1. Januar 2009 durch eine gemeinsame Redaktion abgelöst, die die Lokalseiten für beide Titel produziert.

## Auflage
Die Lübecker Nachrichten haben wie die meisten deutschen Tageszeitungen in den vergangenen Jahren an Auflage eingebüßt. Die verkaufte Auflage ist in den letzten zehn Jahren um durchschnittlich 3 % pro Jahr gesunken. Im letzten Jahr hat sie um 4,1 % abgenommen. Aktuell beträgt die Auflage 50.847 Exemplare. Der Anteil der Abonnements an der verkauften Auflage liegt bei 85,2 Prozent.
| 1998   | 1999   | 2000   | 2001   | 2002   | 2003   | 2004   | 2005   | 2006   | 2007   | 2008   | 2009   | 2010   | 2011   | 2012   | 2013   | 2014  | 2015  | 2016  | 2017  | 2018  | 2019  | 2020  | 2021  | 2022  | 2023  | 2024  |
| ------ | ------ | ------ | ------ | ------ | ------ | ------ | ------ | ------ | ------ | ------ | ------ | ------ | ------ | ------ | ------ | ----- | ----- | ----- | ----- | ----- | ----- | ----- | ----- | ----- | ----- | ----- |
| 112715 | 113136 | 115047 | 115309 | 115333 | 114619 | 113442 | 112479 | 111938 | 109966 | 107995 | 106236 | 105231 | 103200 | 102348 | 100935 | 99113 | 95711 | 90870 | 84355 | 79269 | 76180 | 73810 | 70315 | 63504 | 58726 | 54073 |

## Verlag

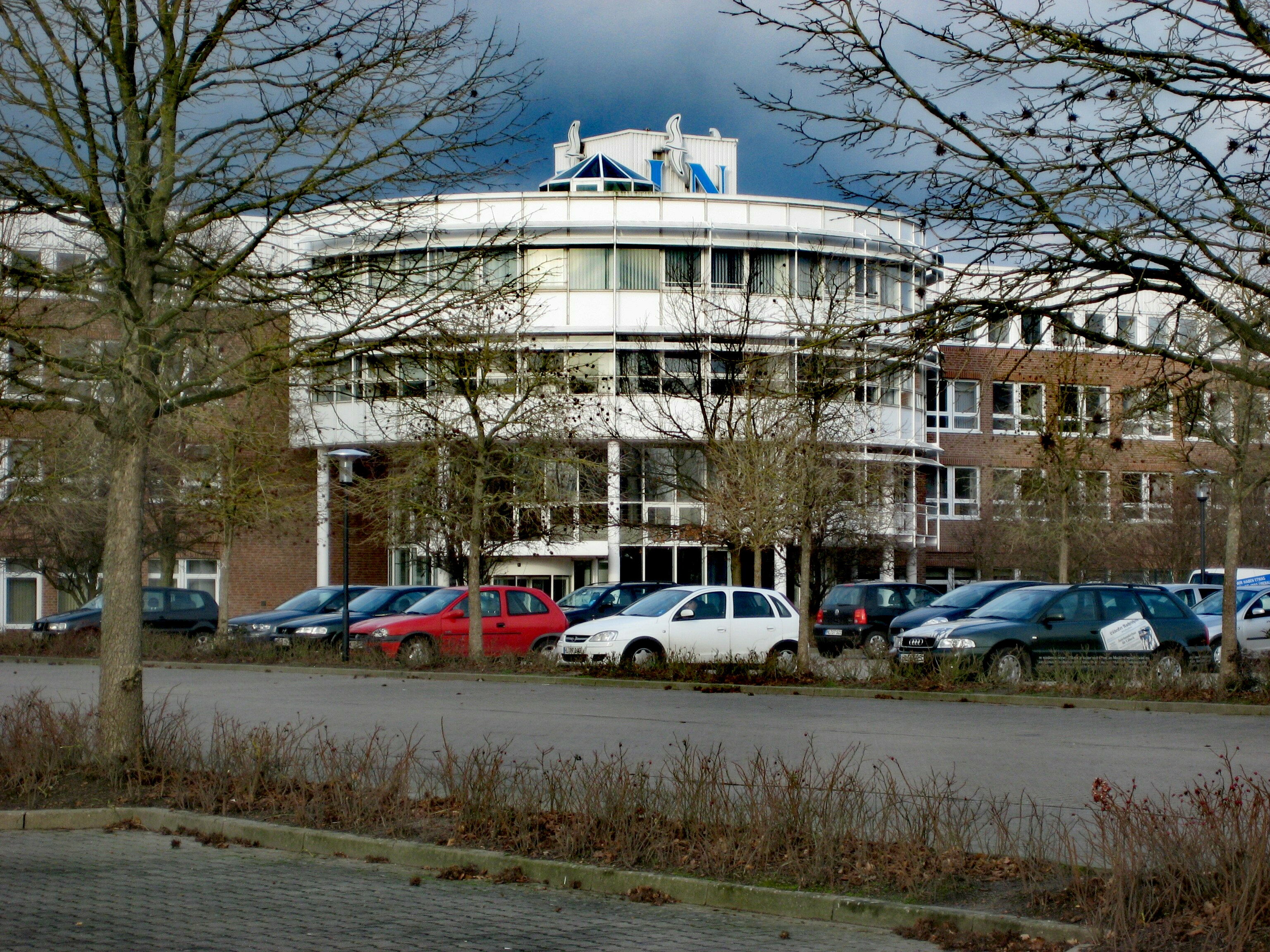
Verlagsgebäude in Lübeck-Buntekuh

Herausgeber der Lübecker Nachrichten ist die Lübecker Nachrichten GmbH mit Sitz im Lübecker Stadtteil Lübeck-Buntekuh. An der GmbH ist die Verlagsgesellschaft Madsack mit 49 Prozent direkt beteiligt. An der Verlagsholding Hanseatische Verlags-Beteiligung AG, die 24 Prozent der Anteile hält, ist Madsack mit 23 Prozent beteiligt. Weitere Anteile halten eine Stiftung des früheren Herausgebers Jürgen Wessel mit 24 Prozent und der frühere Geschäftsführer Günter Semmerow. Geschäftsführer sind seit November 2022 Adrian Schimpf und Björn Bothe.
Zu den Tochterunternehmen gehören die Ostsee-Zeitung GmbH & Co. KG, die Lübecker Nachrichten Zustell GmbH, die MZV Zeitungs Verlag GmbH, in der das Anzeigenblatt Delüx erscheint, die Ostsee Aboservice GmbH, die Medienservice Plus GmbH, die Ostsee Information und Medien GmbH, die Ostsee Verlagsservice GmbH, der Anzeigenblätter wie den Wochenspiegel herausgibt, und die Ostsee Anzeigenblattverlag GmbH mit dem Anzeigenblatt Wochenspiegel. Das Schaufenster Plön wurde 2011 eingestellt.
Beteiligt ist die Lübecker Nachrichten GmbH über Regiocast an Radio Schleswig-Holstein, an Reisebüros und anderen regionalen Unternehmen.
Der Verlag betreibt zudem Internet-Serviceportale wie LN Reisen, LN Sportbuzzer, Glück im Norden, LN Jobs, Orte im Norden, norden-aktuell und Reisereporter.

## Geschichte

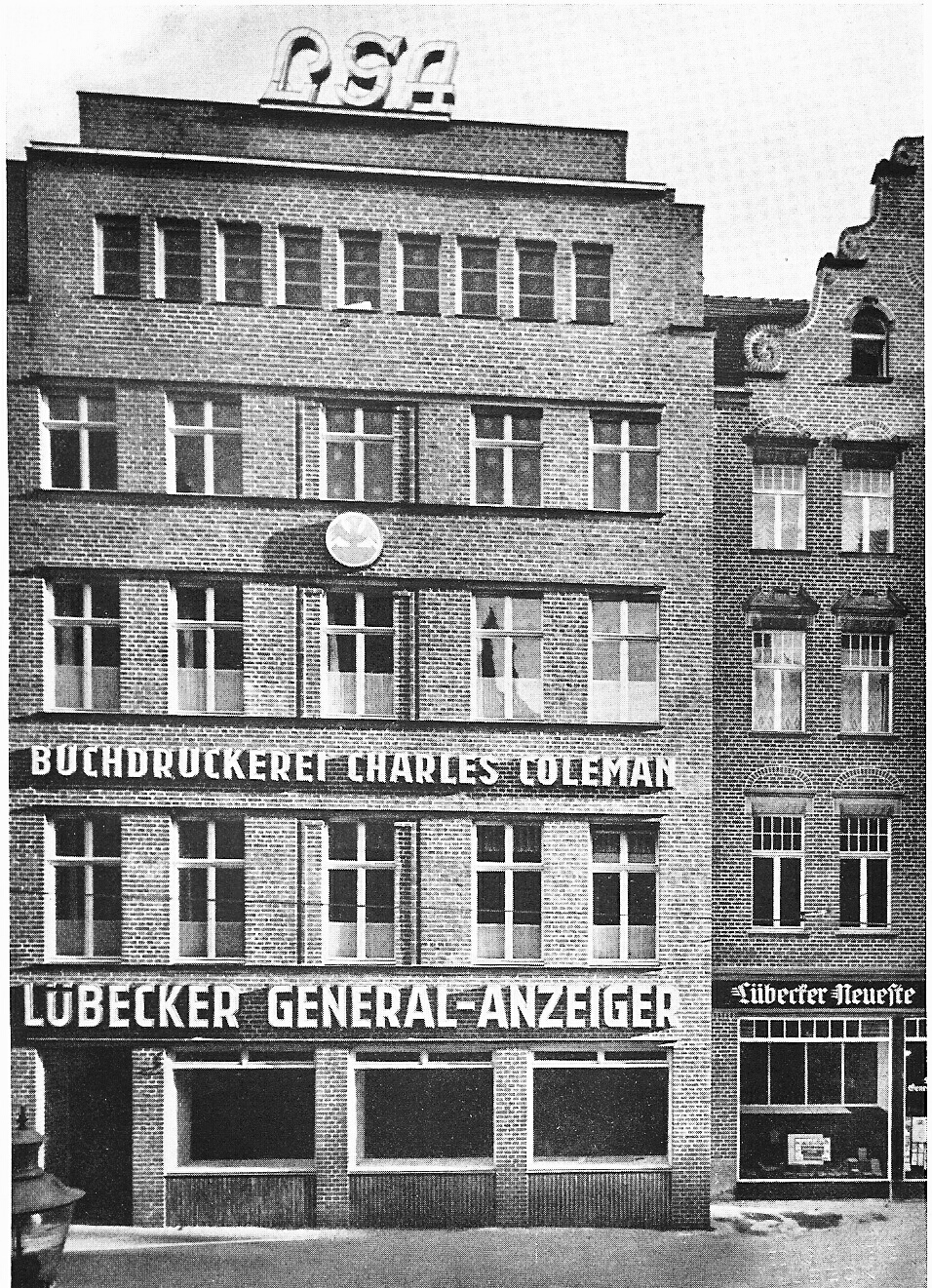
Verlagshaus (1929)

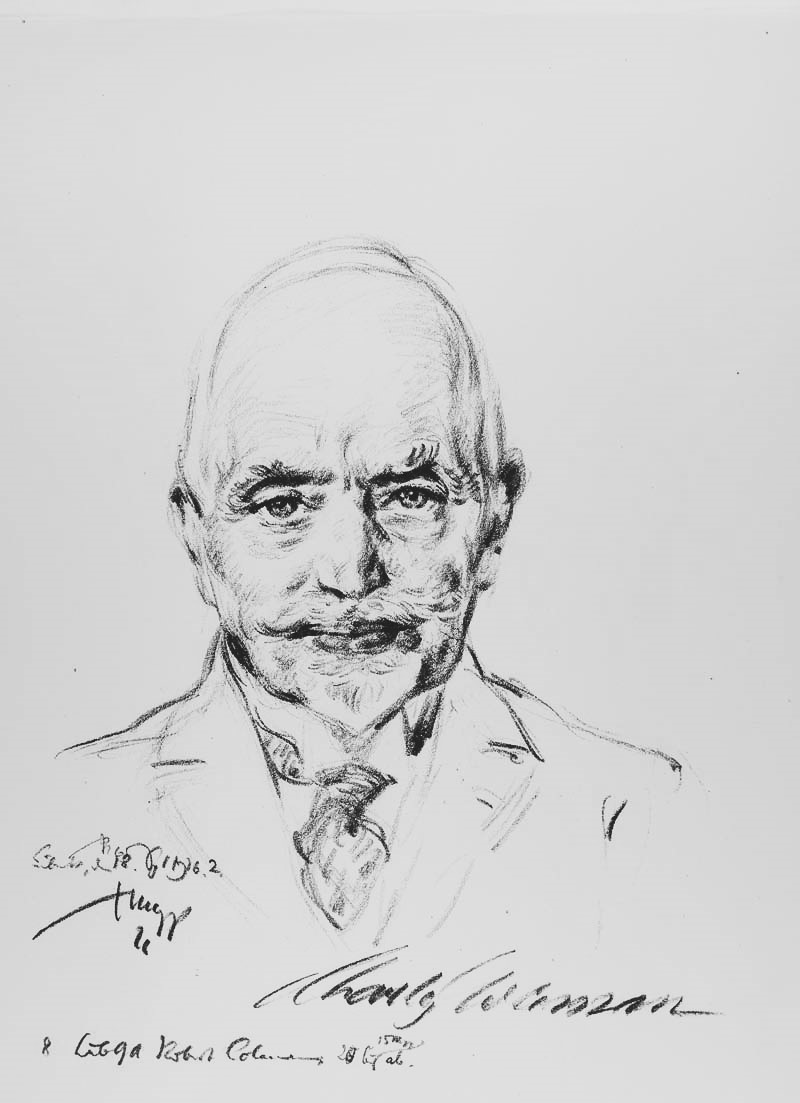
Emil Stumpp: Charles Coleman (1926)

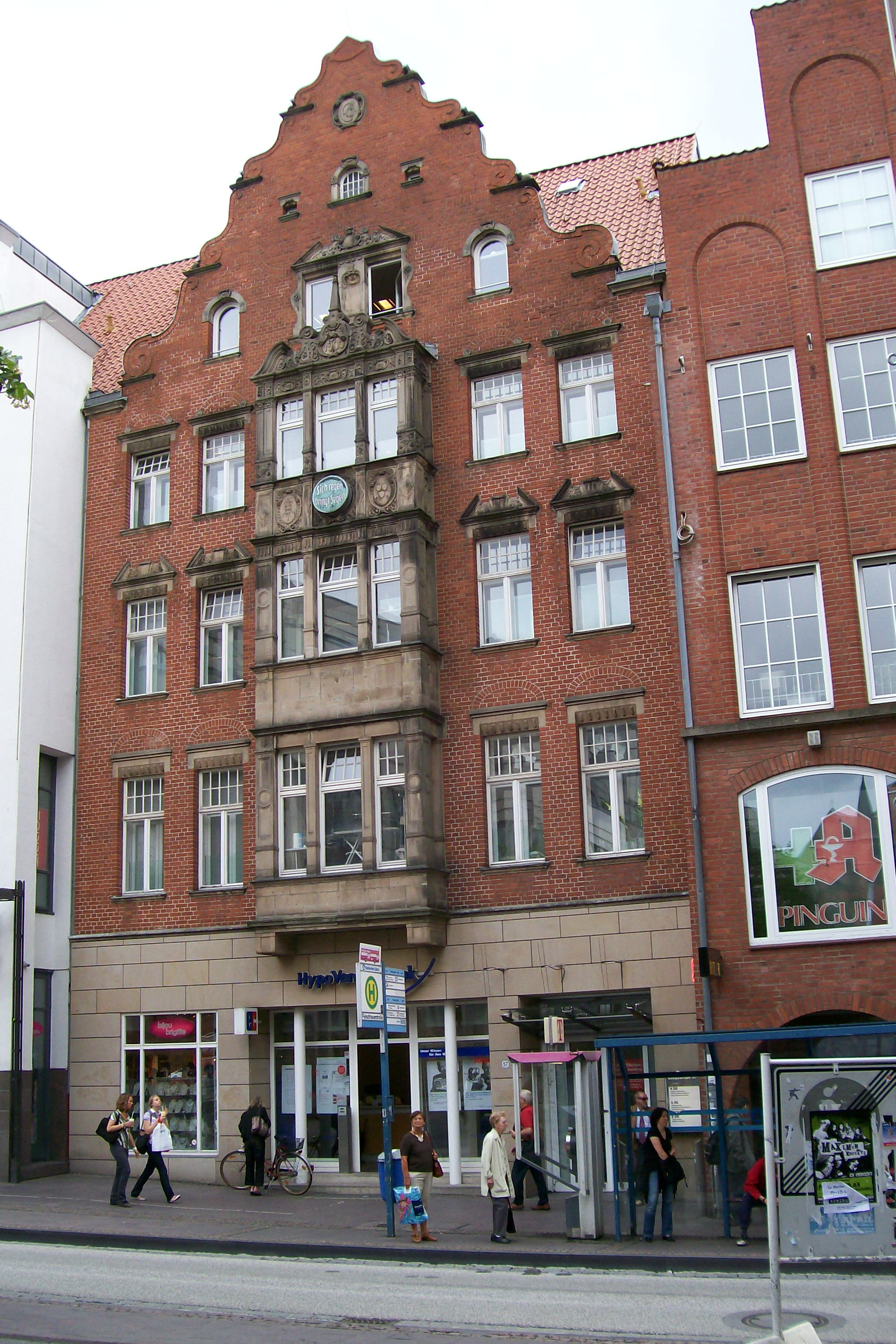
Verlagssitz war bis 1991 mit dem benachbarten Gebäude das im Heimatschutzstil erbaute Haus Königstraße 57

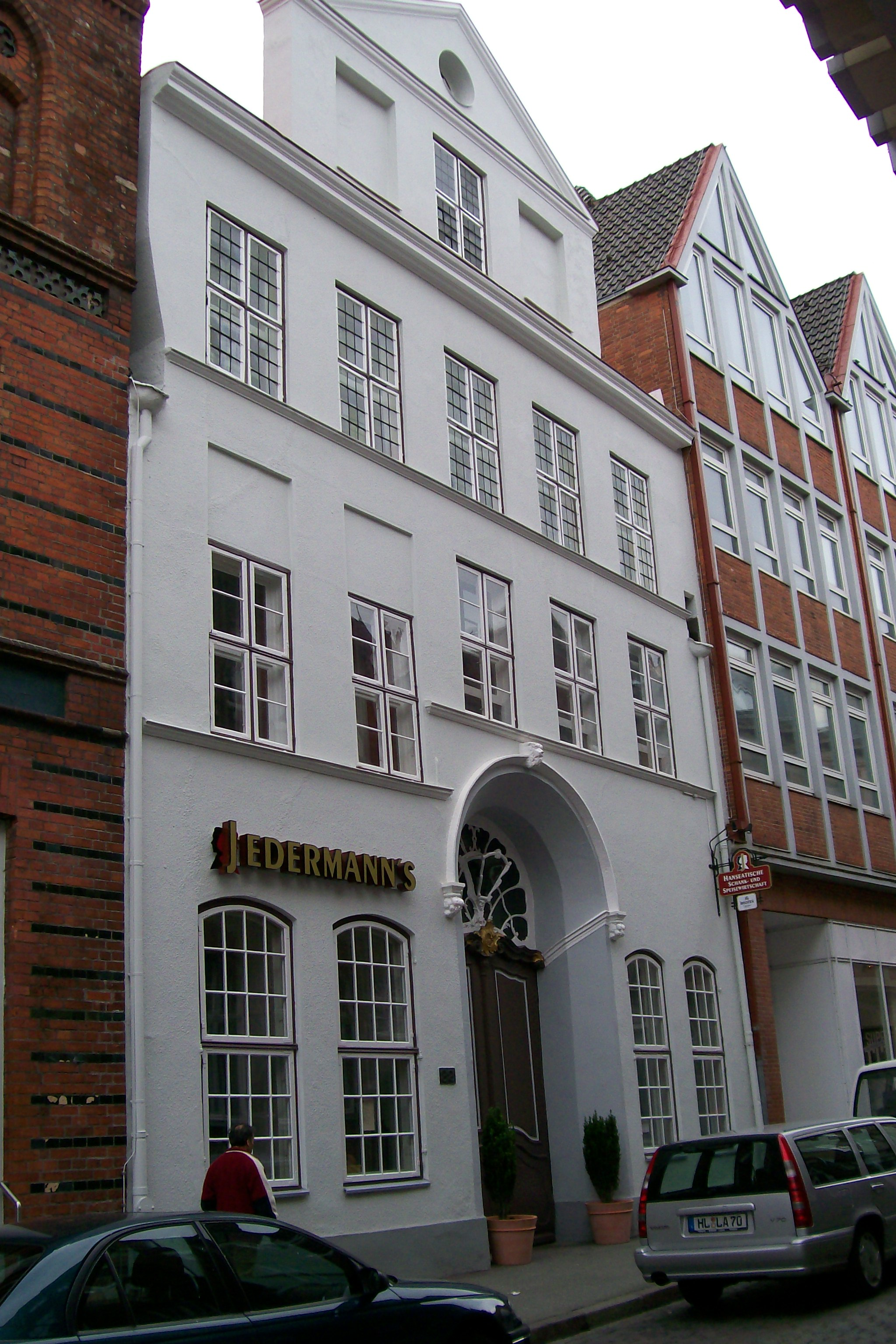
Die Diele des unter Denkmalschutz stehenden Kontorhauses Dr.-Julius-Leber-Straße 32 wurde für Veranstaltungen genutzt

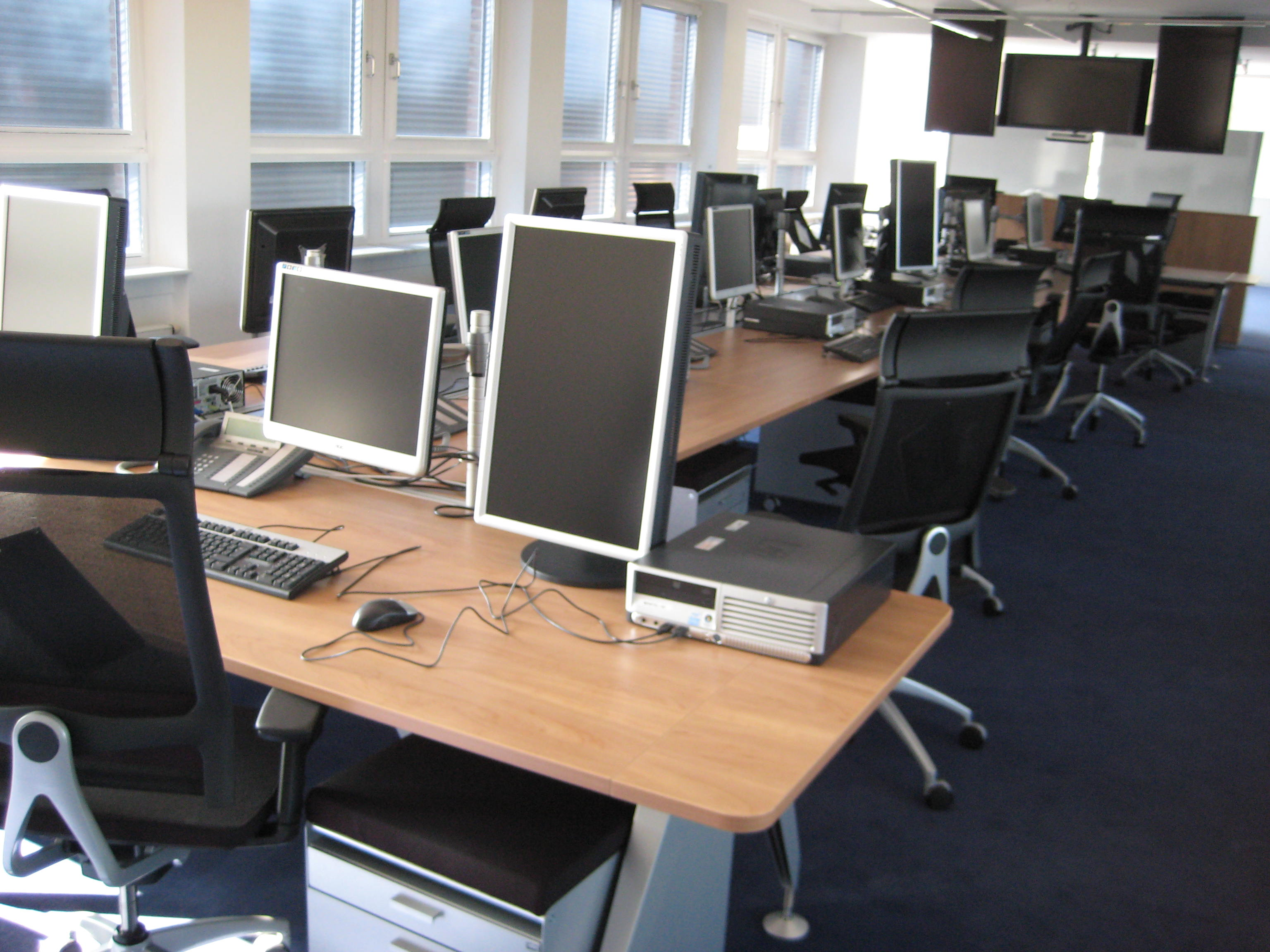
Newsdesk für die Produktion der Mantelseiten von Lübecker Nachrichten und Ostsee-Zeitung (2008)

### Lübecker General-Anzeiger
Gegründet wurde der General-Anzeiger, die Vorgängerzeitung der Lübecker Nachrichten, 1882 von Charles Coleman (1852–1936), dessen Familie aus Schottland stammte. Coleman zog 1877 von Oldesloe nach Lübeck und übernahm dort eine Buchdruckerei. Mit der Lübecker Presse und der Nordischen Presse war er bereits zweimal mit dem Versuch gescheitert, Zeitungen in Lübeck herauszugeben. Am 15. Juli 1882 erschien die Probenummer unter dem Titel General-Anzeiger für Lübeck und Umgebung. Als Herausgeber fungierte M. Jotkowitz; Charles Coleman und der Redakteur Carl Hillmann traten darin noch nicht in Erscheinung. Das Gratisblatt erschien zunächst zweimal wöchentlich mittwochs und sonnabends. Herausgeber Jotkowitz kündigte an, den General-Anzeiger durch kleine interessante Feuilletons, Vermischtes und wichtigere lokale Nachrichten zu einem von Jedermann gern gelesenen Blatte zu machen. Im Kopf der Titelseite wurde auf den Anzeigenpreis hingewiesen: Insertionspreis für die dreigespaltene Corpuszeile 10 Pfg. Bei Wiederholungen angemessener Rabatt. Sitz der Expedition war die Fleischhauerstraße 115 (jetzt 14).
Zur Jahreswende 1882/1883 hatte das Blatt eine Auflage von 3500 Exemplaren und erschien dreimal in der Woche, ab 1885 erschien die Zeitung täglich. Die Auflage stieg stetig auf 12.800 Zeitungen im Jahr 1890. Gedruckt wurde auf einer Schnellpresse, die Coleman durch die erste Rotationsmaschine mit 8-PS-Gasmotor ersetzte, um den wachsenden Anforderungen genügen zu können. 1893 kaufte er das Gebäude Königstraße 55, das zusammen mit dem Gebäude Königstraße 57 bis 1991 Verlagssitz war. Bis dahin wurde der Verlagskomplex um Räumlichkeiten in den Gebäuden zwischen Königstraße, Fleischhauerstraße und Dr.-Julius-Leber-Straße (früher Johannisstraße) erweitert. Zum Verlag gehörte auch das unter Denkmalschutz stehende Kontorhaus Dr.-Julius-Leber-Straße 32, dessen Diele für öffentliche Veranstaltungen und Empfänge genutzt wurde.
Zu Beginn des 20. Jahrhunderts stieg die Auflage des General-Anzeigers auf 30.000; er war damit die deutsche Provinzzeitung mit der höchsten Auflage. 1913 trat Robert Coleman (1897–1982), der Sohn Charles Colemans, in den Verlag ein. Er wurde 1924 Teilhaber und zusammen mit seinem Vater Herausgeber der Zeitung. 1930 übernahm er die Leitung als Alleinherausgeber.

### Zeit des Nationalsozialismus und Nachkriegszeit
In der Zeit des Nationalsozialismus verlor die Zeitung Stück für Stück ihre Unabhängigkeit. Bereits am 30. März 1933, zwei Monate nach der Ernennung Adolf Hitlers zum Reichskanzler, berichtete sie über Widerstandsaktionen von KPD-Mitgliedern in Kücknitz und Dummersdorf, die Straßenschilder etwa in Karl-Liebknecht-Straße umbenannt hatten, unter der Überschrift „Der rote Mob rührt sich!“ In dem Bericht hieß es: „Hoffentlich beordert man aus Lübeck einige Hilfspolizeibeamte nach Kücknitz, damit mit diesem roten Mob einmal gründlich aufgeräumt wird (…).“
Mit Ablauf des 31. Dezembers 1933 gingen alle Rechte des Verlags Gebrüder Borchers und somit der seit 1751 erscheinenden Lübeckischen Anzeigen an den General-Anzeiger über – „zur allgemeinen Überraschung“, wie es in der letzten Ausgabe der Lübeckischen Anzeigen hieß.
1936 übernahm die NSDAP 30 Prozent der Anteile des Unternehmens, 1942 weitere 21 Prozent. Im selben Jahr fusionierte der General-Anzeiger mit der NSDAP-Parteizeitung Der Volksbote, die aus der 1894 gegründeten sozialdemokratischen Zeitung Lübecker Volksbote im Mai 1933 durch Gleichschaltung entstanden war. Die Zeitung erschien bis zum 2. Mai 1945 unter dem Titel Lübecker Zeitung.
Nach Ende des Zweiten Weltkriegs gab die britische Militärregierung ab Mitte Mai durch britische Presseoffiziere wie den Historiker Captain Arthur Geoffrey Dickens zunächst das Lübecker Nachrichtenblatt, später die Lübecker Post, heraus. In der allerersten Phase betrug der Umfang oft nur eine Seite.

### Lübecker Nachrichten
1946 gab es mit Claus Wessel (1893–1971), dem von den Nationalsozialisten verfolgten Berliner Leonard Ehrlich (1897–1975), Heinz Eckholdt und Johannes Möller eine neue Verlegergeneration. Sie erhielten am 28. März 1946 die Lizenz für die Lübecker Nachrichten. Die erste Ausgabe erschien am 3. April 1946. Möller und Eckholdt schieden später wieder aus dem Verlag aus. Als Altverleger Robert Colemann 1950 die Lizenz zur Herausgabe des Lübecker General-Anzeigers bekam, fusionierten er, Ehrlich und Wessel am 10. September 1950 beide Zeitungen in der Lübecker Nachrichten GmbH. Seither erschien die Zeitung mit dem Zusatz General-Anzeiger. Im selben Jahr beschäftigte der Verlag einschließlich der Zeitungszusteller 1300 Mitarbeiter. Von 1946 bis 1959 erschien die Zeitung im Berliner Format. 1959 ging eine MAN-Zweirollen-Rotationsmaschine in Betrieb; damit wurde auf das größere Rheinische Format umgestellt.
1968 folgten Robert Colemans Söhne Charles Coleman († 31. Dezember 1991) und Jürgen Coleman († 31. Dezember 1991) ihrem Vater an die Verlagsspitze, ebenso im selben Jahr Jürgen Wessel († 2006) seinem Vater Claus Wessel. Auf Leonard Ehrlich folgte 1970 dessen Sohn Bernd Ehrlich († 2006), der bis 1983 Gesellschafter blieb.
1973 wuchs die Auflage der Zeitung auf mehr als 100.000 Exemplare. Am 1. August 1974 nahm Günter Semmerow seine Tätigkeit als Geschäftsführer bei den Lübecker Nachrichten auf. 1979 wurde die erste Ausgabe des Anzeigenblattes „Lübecker Wochenspiegel“ mit einer Auflage von 120.000 Exemplaren veröffentlicht.
1982 wurde der Bleisatz durch den Fotosatz abgelöst; die Abteilungen sind seitdem per Computer vernetzt.
Am 12. September 1984 fand die Grundsteinlegung für das neue Druckzentrum Herrenholz statt. Seit 1986 wird im Rollenoffsetverfahren im heutigen Verlagssitz im Herrenholz in Lübeck-Buntekuh gedruckt. Der Verlagskomplex in der Lübecker Innenstadt zwischen Königstraße, Fleischhauerstraße und Dr.-Julius-Leber-Straße wurde 1990 an einen niederländischen Investor verkauft und im Oktober 1991 mit dem Umzug der Redaktion aufgegeben.
Am 14. Oktober 1991 erschien die erste Zeitungsausgabe im Ganzseitenumbruch. 1991 kaufte die Lübecker Nachrichten GmbH die Ostsee-Zeitung in Rostock. 50 Prozent der Anteile gab der Verlag später an die Axel Springer AG ab.
Die Lübecker Nachrichten starteten 1997 ihren Online-Dienst unter www.LN-Online.de.
1998 wurde die Zeitung vom Deutschen Presserat nach einem Verstoß gegen Ziffer 7 des Pressekodex („Schleichwerbung“) öffentlich gerügt. Die Rüge richtete sich gegen Teile einer Serie über Wirtschaftsunternehmen.
2002 übernahm Thomas Ehlers als Nachfolger von Günter Semmerow die Geschäftsführung der Lübecker Nachrichten.
2003 startete der Verkauf des LN-E-Papers, der elektronischen Ausgabe der Lübecker Nachrichten.
Im Dezember 2006 übernahm Thomas Ehlers gleichzeitig die Geschäftsführung des Verlages der Ostsee-Zeitung GmbH & Co. KG.
Im Juli 2007 feierte der Verlag das 125-jährige Bestehen der Zeitung.
Im April 2008 beschlossen die Lübecker Nachrichten und die Ostsee-Zeitung eine Ausgründung von Teilen beider Redaktionen in eine gemeinsame Tochterfirma, die Redaktions-Service-Gesellschaft GmbH & Co KG (R.S.G.) und die Einführung eines Newsdesks, an dem Mantelseiten und Service-Seiten für beide Zeitungen produziert werden. In die Firma wechselten Redakteure der Lübecker Nachrichten und der Ostsee-Zeitung. Seit November 2010 erscheinen die Lübecker Nachrichten mit neuem Layout.
Manfred von Thien wechselte im März 2011 als „Beauftragter des Verlegers“ zur Mediengruppe Madsack. Sein Nachfolger als Chefredakteur wurde Gerald Goetsch (* 1962); er übernahm kommissarisch die Leitung der R.S.G.
Im Dezember 2014 erwarb die 'Heinrich Beteiligungs GmbH' aus Kiel die Minderheitsanteile von Günter Semmerow und der Jürgen Wessel Stiftung. Im Mai 2015 verließ der langjährige Geschäftsführer Thomas Ehlers den Verlag. Nachfolgerin wurde im Herbst 2015 Stefanie Hauer, die von der Zeit zu den Lübecker Nachrichten wechselte. Sie schied im September 2017 wieder aus.
Im Geschäftsjahr 2021 beschäftigte das Unternehmen im Jahresdurchschnitt 123 Arbeitnehmer einschließlich geringfügig Beschäftigter, im Vorjahr waren es 159 gewesen. Am 5. Februar 2021 berichtete der NDR von Plänen der Madsack Mediengruppe, die LN-Druckerei zu schließen. Nach Angaben des Betriebsrates sind davon 34 Stellen betroffen, außerdem weitere 30 Leiharbeiter. Ob und wie viele Beschäftigte für andere Betriebs-Bereiche übernommen werden können, war laut Betriebsrat noch unklar. Grund für die Schließung sei die weiter sinkende Auflage. Mit der Schließung des Druckstandorts Lübeck und dem Wechsel des Drucks zu den Kieler Nachrichten wird die Zeitung seit dem 7. Juni 2021 wieder im Berliner Format gedruckt.
Im Juli 2023 übernahm Rüdiger Ditz, Wirtschaftsjournalist und ehemaliger Leiter von Spiegel Online, die Leitung der Chefredaktion der LN und löste Gerald Goetsch als Chefredakteur ab, der die Position zwölf Jahre innegehabt hatte.
Der Deutsche Presserat rügte die Lübecker Nachrichten im September 2024 erneut wegen Schleichwerbung. In einem Artikel mit dem Titel Luxus in Traumlage: So könnte man wohnen … über die Vermietung von Luxuswohnungen seien die Wohnungen in anpreisender Art und Weise beschrieben worden.
Im Jahr 2024 entschied der Verlag, den Standort am Herrenholz in Buntekuh aufzugeben und ins Werftquartier der Kulturwerft Gollan auf dem früheren Gelände der Lübecker Maschinenbau Gesellschaft links der Trave in der Einsiedelstraße umzuziehen. Dafür wird die brachliegende Halle 50 von Grund auf saniert. Auf 900 Quadratmetern des Erdgeschosses werden Manufakturen und Gastronomie untergebracht, der Verlag bezieht zwei darüber liegende Geschosse und einen dreigeschossigen Bürotrakt am Ende der Halle. Die Arbeiten sollen 2025 beginnen, der Umzug ist für 2027 geplant. 2018 hatte der Verlag noch Pläne für einen Medienhaus-Neubau der LN auf der Nördlichen Wallhalbinsel vorgestellt.

### Beteiligungen an den Lübecker Nachrichten
Die Axel Springer AG übernahm bereits 1971 20 Prozent der Verlagsanteile; sie wuchsen durch Übernahme der Anteile von Charles und Jürgen Coleman im Jahr 1987 auf 49 Prozent. Drei Prozent hält Jürgen Semmerow, der 1974 Geschäftsführer wurde und diese Position bis 2002 innehatte. Die Brüder Charles und Jürgen Coleman waren bis zu ihrem Tod am Silvestertag 1991, als sie im Abstand von wenigen Stunden starben, Mitherausgeber der Zeitung. Der Mitgesellschafter und letzte Herausgeber der Zeitung, Jürgen Wessel, der am 14. Dezember 2006 starb, brachte seine Firmenanteile in eine von ihm kurz vor seinem Tod gegründete Stiftung ein.
Im Februar 2009 übernahm die Verlagsgruppe Madsack 49 Prozent der Lübecker Nachrichten GmbH von der Axel Springer AG, außerdem 23 Prozent der Anteile der Hanseatischen Verlags-Beteiligung AG, die 24 Prozent der Lübecker Nachrichten GmbH hielt. Die Lübecker Nachrichten GmbH erwarb zum selben Zeitpunkt 50 Prozent an der Ostsee-Zeitung in Rostock von der Axel Springer AG. Die Ostsee-Zeitung wurde damit wieder eine 100-Prozent-Tochter der Lübecker Nachrichten. Mit der Übernahme von insgesamt 51 Prozent der Hanseatischen Verlags-Beteiligung AG Ende 2009 wurde Madsack Mehrheitseigner des Verlages. Weitere Anteile besaßen die Stiftung des früheren Herausgebers Jürgen Wessel mit 24 Prozent und der frühere Geschäftsführer Günter Semmerow.
Seit dem 1. Januar 2015 bestehen folgende Gesellschaftsverhältnisse: Die Heinrich Beteiligungs GmbH aus Kiel (Minderheitsgesellschafter) erwarb die Minderheitsanteile (27 %) von Günter Semmerow und der Jürgen Wessel Stiftung. Die Verlagsgesellschaft Madsack GmbH & Co. KG (Mehrheitsgesellschafter) hält 49 % an der Lübecker Nachrichten GmbH und 82,3 % an der Hanseatischen Verlags-Beteiligungs AG, welche wiederum 24 % an der Lübecker Nachrichten GmbH hält.

### Gestaltung der Zeitung
2010 wurde die Zeitung einem Relaunch unterzogen. Das mit dem Medienunternehmen KircherBurkhardt konzipierte Layout hat sechs statt zuvor sieben Spalten. Berichte und Meldungs- sowie Kommentarspalten sind durch senkrechte Linien getrennt. Die Schlagzeilen erhielten die Schriftart Cellini, der Fließtext die Schriftart Candida. Kommentare und Glossen sind mit Fotos der Verfasser versehen. Sonntags erscheint das „LN-Journal am Sonntag“. Die „Weltspiegel“-Seite wurde in „LN Panorama“ umbenannt. Die erste Ausgabe erschien am 23. November 2010, einen Tag nach der im selben Layout umgestalteten Ostsee-Zeitung.

## Chefredakteure
Chefredakteure seit Ende des Zweiten Weltkriegs waren:
- Hans-Joachim Schilling
- Hans Schrem (1948–1961)
- Conrad Moritz Lankau (1961–1976)
- Martin Wein (1976–1985)
- Klaus J. Groth (1985–1993)
- Thomas Lubowski (1993–1998)
- Manfred von Thien (1999–2006)
- Ulrich Exner (April 2006 bis Ende Januar 2009)
- Manfred von Thien (Februar 2009 bis Ende Februar 2011)
- Gerald Goetsch (1. März 2011 bis Juni 2023)
- Rüdiger Ditz (seit Juli 2023)

## Redakteure
- Jan Herchenröder (1911–1986), Leiter des Feuilleton-Ressorts von 1961 bis 1978
- Wolfgang Tschechne (1924–2019), Leiter des Feuilleton-Ressorts von 1978 bis 1990
- Helmut von der Lippe (1935–2010), Redakteur von 1965 bis 2000, Leiter der Lokalredaktion Lübeck von 1975 bis 1981 und des Ressorts Reportage
- Günter Zschacke (1936–2025), nach dem Volontariat 1962 Feuilletonredakteur von 1963 bis 1998 und Autor
- Albrecht Schreiber (1938–2022), Redakteur, Autor und Verleger
- Holmar Knörzer (* 1942), Leiter des Ressorts Norddeutschland bis 1992
- Barbara Thomaß (* 1957), Medienwissenschaftlerin, absolvierte ihr Volontariat bei der Zeitung
- Carsten Germis (* 1959), Journalist und Autor, ehemaliges Mitglied der Politikredaktion
- Michael Schoepperl (* 1964), Ressortleiter, von 2002 bis 2004 stellvertretender Chefredakteur
- Stefan Kläsener (1964–2024), Chefredakteur beim Schleswig-Holsteinischen Zeitungsverlag, volontierte bei den Lübecker Nachrichten
- Jens Kürbis (* 1965), Sportredakteur und ehemaliger Handball-Nationalspieler

## Mitarbeiter
- Hans Kripgans (1910–1996), Fotograf
- Rüdiger Möbusz (1940–1993), Schriftsetzer und Politiker (SPD)
- Korbinian Witting (* 1980), ehemaliger Eishockeyspieler, Media Management